# Piano Solo
Il Piano Solo fu un piano di emergenza speciale a tutela dell'ordine pubblico fatto predisporre nel 1964 da Giovanni de Lorenzo durante il suo incarico di comandante generale dell'Arma dei Carabinieri, per volere del presidente della Repubblica Antonio Segni.
Fu ritenuto dal Partito Socialista Italiano un tentativo di colpo di Stato e fu chiamato in tal modo perché "solo l'Arma dei Carabinieri" lo avrebbe dovuto attuare. In seguito alla desecretazione del 1990 emerse che, secondo tale piano, la sede del PSI avrebbe dovuto essere occupata, con 20 000 carabinieri da impiegare. Nel 1967, Nenni riferì che in quelle settimane risuonava un "tintinnar di sciabole" alludendo proprio alla minaccia di un golpe militare.
La stampa - come ad esempio in un articolo nel 1967 pubblicato sul giornale l'Espresso - ed in particolare i giornalisti Lino Jannuzzi e Eugenio Scalfari, sostenne che Segni e de Lorenzo fecero pressione sul Partito Socialista, il quale rinunciò alle riforme ed accettò di formare un secondo governo Moro perché preoccupato dell'attuazione del piano.. La risonanza mediatica portò ad un grande dibattito in Parlamento, dove si decise di istituire un'apposita commissione parlamentare d'inchiesta, presieduta da Giuseppe Alessi, che però escluse ogni tesi di tentato colpo di Stato.

## Storia

### L'attività di de Lorenzo e l'affluenza di reparti militari a Roma
Nel 1963 e all'inizio di marzo 1964 si era sviluppata la crisi della lira, dovuta alle richieste di aumenti salariali a seguito del netto aumento di produttività e di disponibilità di prodotti per l'acquisto. Le autorità erano pertanto sotto forte pressione, perché i mercati speravano in una svalutazione della lira stessa. Tutto ciò era fonte di preoccupazione ai piani alti delle istituzioni.
Il 25 marzo 1964 de Lorenzo si incontrò con i comandanti delle divisioni di Milano, Roma e Napoli ponendo in essere con essi un piano finalizzato a far fronte a una situazione di estrema emergenza solamente da parte dell'Arma dei Carabinieri. Il piano prevedeva di occupare anche questure, sedi di partiti e sindacati. La riunione era stata autorizzata ufficialmente dal capo di stato maggiore della difesa, generale Aldo Rossi.
Il 2 giugno successivo, la tradizionale parata per la festa della Repubblica fu attesa da un numero di militari straordinariamente più elevato del solito. In occasione delle successive celebrazioni per il 150º anniversario della fondazione dell'Arma dei Carabinieri, rimandate dal 7 al 14 giugno per precedenti impegni del presidente della Repubblica Antonio Segni, il comandante generale de Lorenzo fece sfilare l'appena rodata brigata meccanizzata, con un'impressionante dotazione di armi e mezzi pesanti.
Dopo la sfilata, adducendo motivazioni di ordine logistico, il comando generale comunicò che le truppe affluite nella capitale per le celebrazioni vi si sarebbero trattenute sino alla fine del mese successivo. A Roma giunsero anche i paracadutisti dei corpi speciali; alcuni gruppi di sottufficiali, addestrati nei mesi precedenti nell'utilizzo di apparecchiature elettroniche di trasmissione, si trasferirono in gran segreto e massima riservatezza a Roma e a Milano per essere preparati, in caso di attuazione del piano, così da poter occupare subito le sedi della Rai.

### La caduta del primo governo Moro
Il 25 giugno 1964, rimasto senza maggioranza nella votazione sul capitolo 88 del bilancio della Pubblica istruzione, il governo Moro, primo di centro-sinistra della Repubblica, fu costretto alle dimissioni, rassegnate il successivo 26 giugno. La ricomposizione sembrava difficile e un'eventuale riedizione del centrosinistra non sarebbe piaciuta a Segni, poiché vedeva, in prospettiva, rischi gravi di destabilizzazione per la democrazia italiana.
Il dibattito politico verteva principalmente sulla nuova fase politica di centro-sinistra inaugurata nel 1962 dal quarto governo Fanfani col sostegno esterno del Partito Socialista Italiano e poi proseguita con l'inclusione dei socialisti stessi nel primo governo formato da Aldo Moro.
Nella riunione dello stesso 28 giugno si parlò anche del trasporto delle personalità politiche da arrestare, organizzato in precedenza con i capi di stato maggiore della Marina (l'ammiraglio Ernesto Giuriati) e dell'Aeronautica (il generale Aldo Remondino), ai quali de Lorenzo avrebbe parlato soltanto di trasmissioni e telecomunicazioni e del trasporto dei ritenuti «sovversivi» in Sardegna.
Segni, temendo gravi rischi di destabilizzazione per la democrazia italiana, si consultò ripetutamente con i comandanti delle forze armate italiane, in particolare con de Lorenzo; contemporaneamente, il 15 luglio, fatto mai visto prima e non più ripetuto per un comandante militare, de Lorenzo fu convocato ufficialmente dal capo dello Stato Antonio Segni nel corso delle consultazioni per la nomina del nuovo governo. Immediatamente dopo, venne consultato anche il capo di stato maggiore della difesa generale Aldo Rossi.

### Il contrasto tra il Presidente Segni e Aldo Moro
La contrapposizione politica che si stabilì, a livelli quasi di scontro, fra il capo dello Stato e il premier uscente Aldo Moro, riguardava appunto il centro-sinistra "organico", che doveva avere una dinamica riformatrice ben maggiore della stagione del centro-sinistra precedente, che aveva già realizzato una serie di riforme, tra cui spiccano l'istituzione della scuola media unica obbligatoria, la nazionalizzazione delle industrie elettriche con la creazione dell'ENEL e l'introduzione della cedolare d'acconto.
Durante le consultazioni per il conferimento del nuovo incarico di governo, Segni esercitò pressioni su Nenni per indurre il Partito socialista a uscire dalla maggioranza governativa, comunicandogli che comunque avrebbe rimandato alle Camere, per riesame, il disegno di legge urbanistica Sullo - Lombardi, qualora fosse stato approvato.
Secondo alcuni storici, qualora le trattative per la formazione di un nuovo governo di centro-sinistra fossero fallite, Segni sarebbe stato favorevole a sostituire Moro con il Presidente del Senato Cesare Merzagora, di tendenze conservatrici e sostenuto dai potentati economici. Poco tempo prima si era fatto notare per una singolare affermazione in cui dichiarava di attendersi che i partiti politici avrebbero avuto vita breve, invocando un Governo di emergenza.

### Il secondo governo Moro e le dimissioni di Antonio Segni
Il 17 luglio, invece, Moro si recò al Quirinale, con l'intenzione di accettare l'incarico per formare un nuovo esecutivo di centro-sinistra. Durante le trattative, infatti, il PSI, su impulso di Pietro Nenni, aveva accettato il ridimensionamento dei suoi programmi riformatori. La crisi rientrò, nessun carabiniere dovette muoversi.
Moro divenne Presidente del Consiglio, mentre Pietro Nenni divenne Vicepresidente (carica che ricoprirà fino al 1968), inaugurando un governo che optò per un più tranquillo e morbido ritorno alla formula governativa precedente, che avrebbe evitato rischi alquanto inquietanti, e il PSI rilasciò prudenti comunicati di rinuncia ad alcune richieste di riforme che prima aveva avanzato come prioritarie. È un notevole passo indietro sui programmi del precedente governo che porta a forti contrasti tra i socialisti: Riccardo Lombardi lascia la direzione dell'Avanti! e il socialista lombardiano Antonio Giolitti (autore del piano di programmazione economica del PSI, secondo cui nelle grandi scelte, il potere di decisione non può non essere esercitato «dalle istituzioni democratiche responsabili davanti alla collettività e l’intervento pubblico e l’iniziativa privata vengono coordinati e indirizzati in funzione degli obiettivi fissati da quelle decisioni») rifiuta di partecipare al nuovo governo.
Nell'Avanti! del 22 luglio, Nenni si giustificò in tal modo di fronte ai suoi elettori e compagni di partito: «Se il centro-sinistra avesse gettato la spugna sul ring, il governo della Confindustria e della Confagricoltura era pronto a essere varato. Aveva un suo capo, anche se non è certo che sarebbe arrivato per primo al traguardo senza essere sopravanzato da qualche notabile democristiano»; e nell'Avanti! del successivo 26 luglio dichiarò: «La sola alternativa che si sarebbe delineata sarebbe stata un governo di destra [...] nei cui confronti il ricordo del luglio 1960 sarebbe impallidito».
Il 7 agosto, giorno successivo all'insediamento del nuovo esecutivo, Segni fu colpito da un ictus cerebrale nel corso di un'accesissima discussione con Moro e Giuseppe Saragat; la supplenza del Quirinale fu assunta dal Presidente del Senato Cesare Merzagora.
Qualche mese dopo, perdurando la condizione di impedimento, Segni si dimise definitivamente e al suo posto fu eletto Giuseppe Saragat.

### La scoperta e le rivelazioni
Nel dicembre del 1965, dopo aver lasciato l'Arma, de Lorenzo diventò capo di stato maggiore dell'Esercito al posto del generale Giuseppe Aloja.
Il piano era stato tenuto segreto, la sua scoperta pubblica si ebbe soltanto nel 1967 dopo la pubblicazione di una intervista al senatore Ferruccio Parri e la pubblicazione di alcuni articoli su L'Espresso di Eugenio Scalfari, all'epoca direttore del periodico, e di Lino Jannuzzi che diedero inizio a una campagna giornalistica che ricostruiva le vicende del bimestre nero dandone i connotati di un golpe incompiuto ma innegabile. Alle pubblicazioni seguì una azione legale per querela promossa da de Lorenzo nei confronti di Scalfari e Jannuzzi; ma dopo una condanna dei giornalisti in primo grado tutto si concluse con una remissione della querela presentata dal generale.

### Le conseguenze, le indagini e la desecretazione
Questi eventi segnarono un forte rallentamento delle riforme e contribuirono al consolidamento dell'immobilismo politico, impedendo una trasformazione economica radicale.
Nel lungo termine, le ripercussioni furono sostanziali. Il piano fallì nel suo intento di fermare il centro-sinistra, ma contribuì a una maggiore interferenza della classe imprenditoriale nelle decisioni politiche e bloccarono la realizzazione della politica economica proposta da Antonio Giolitti, basata sull'intervento pubblico coordinato con l'iniziativa privata.
Il Piano Solo, quindi, ha avuto come risultato una parziale stagnazione delle riforme democratiche in Italia e una continua tensione tra gli obiettivi di rinnovamento e la resistenza delle forze conservatrici, lasciando insoluto il problema della democrazia economica in Italia, cioè la necessità di trasferire alle istituzioni pubbliche (confinate in acritico assistenzialismo finanziario e normativo) il potere di incidere sulle scelte economiche di fondo.
De Lorenzo - che era già stato destituito per il caso delle deviazioni del SIFAR dal suo incarico allo stato maggiore dell'esercito - subì diverse inchieste ministeriali del ministero della Difesa; al vertice dell'Arma dei Carabinieri assurse di fatto il vicecomandante generale, Giorgio Manes, peraltro già precedentemente in urto con de Lorenzo. Manes, uno fra i primi ad ammettere pubblicamente l'esistenza del piano, passò a dirigere un'investigazione che si risolse nel «rapporto Manes». Il generale Manes era in realtà partecipe del piano e anzi taluni suoi appunti privati del tempo furono in seguito esaminati in sede giudiziaria per ricostruirne le fasi dell'approntamento. Fu istituita una commissione parlamentare d'inchiesta che, insieme alle inchieste militari, censurò con espressioni dure il comportamento tenuto da de Lorenzo, ma ritenne che il suo piano illegittimo (perché approntato all'insaputa dei responsabili governativi e delle altre forze dell'ordine e affidato unicamente ai carabinieri) fosse irrealizzabile e fantasticante, bollandolo come «una deviazione deprecabile» ma non come un tentativo di colpo di Stato.
Parte del materiale raccolto dagli organismi che avevano indagato fu coperto da omissis per motivi di sicurezza, facendo mancare perciò il necessario materiale d'esame, e anche la lista degli «enucleandi» andò perduta (mentre dei fascicoli SIFAR si dispose la distruzione).
Nel frattempo, nel 1968, de Lorenzo diventò deputato nelle file del Partito Democratico Italiano di Unità Monarchica e con la mozione n. 484 del 9 ottobre 1968 tentò di organizzare e decidere come si sarebbero svolti i lavori di inchiesta parlamentare che lo riguardavano.
La commissione parlamentare d'inchiesta che si occupò del caso, istituita con la legge 31 marzo 1969, n. 93 e presieduta da Giuseppe Alessi, terminò i lavori nel dicembre del 1970 escludendo perentoriamente ogni tesi dolosa di tentato colpo di Stato: il Piano, rimasto allo stato di bozza, non fu ritenuto attuabile, non essendo emersa alcuna prova a favore dell'esistenza di un proposito di organizzare un golpe.
Nel 1990 il governo Andreotti VI deliberò la rimozione degli omissis ed emerse che anche la sede del PSI avrebbe dovuto essere occupata, con 20 000 carabinieri da impiegare.

## Il contenuto
Il progetto si proponeva di assicurare all'Arma dei Carabinieri (il cui comandante generale era al tempo il generale Giovanni de Lorenzo) il controllo militare dello Stato per mezzo dell'occupazione dei cosiddetti «centri nevralgici» e, soprattutto, prevedeva un progetto di «enucleazione», cioè il prelevamento e il conseguente rapido allontanamento di 731 persone considerate pericolose del mondo della politica e del sindacato: costoro avrebbero dovuto essere raggruppati e raccolti nella sede del Centro Addestramento Guastatori di Torre Poglina (nei pressi di Alghero, in seguito principale base militare di addestramento della struttura clandestina Gladio), adattata a tempo di record dal SIFAR, e dove sarebbero stati «custoditi» sino alla cessazione dell'emergenza. La lista dei soggetti da prelevare sarebbe stata ricavata ed elaborata sulla base delle risultanze di riservati fascicoli del SIFAR, pretesi da de Lorenzo qualche anno prima. Nel frattempo l'Arma avrebbe assunto il controllo delle istituzioni e dei servizi pubblici principali, compresi la televisione, le ferrovie ed i telefoni.
In pratica, all'ordine del comandante generale (che in teoria avrebbe potuto impartirlo anche sua sponte, cioè anche sprovvisto di istruzioni superiori), i carabinieri avrebbero catturato quei personaggi politici loro indicati e li avrebbero inviati in Sardegna via mare o su aerei coi finestrini oscurati, detenendoli in uno dei siti più impervi del territorio nazionale. Una delle varianti del piano prevedeva l'uso di sommergibili.

## Il dibattito storico
Va detto che simili piani, o quantomeno piani preventivamente messi a punto per fronteggiare evenienze delle più varie nature, e quindi anche contro i rivolgimenti politici o le insurrezioni, erano in realtà normalmente predisposti dai governi dei Paesi occidentali in periodo di guerra fredda. In Italia, sono noti il "Piano Marzano", istituito nel luglio 1960, e che già prevedeva l'arresto di "enucleandi" e il piano di emergenza speciale (E. S.) del capo della polizia Vicari (1962).
Tuttavia, il contesto storico in cui tentò il suo svolgimento il Piano Solo presenta delle peculiarità legate a vicende politiche strettamente italiane. Infatti dal 1962 si era aperta in Italia la fase del tutto nuova del centro-sinistra, con promesse di riforme strutturali che solo in parte furono mantenute, ma che comunque andarono a minacciare un assetto burocratico-militare che mutuava uomini e metodi dal periodo fascista.
Come detto, in Italia si avevano numerosi «piani emergenziali» (o «piani di contingenza»), per giunta solo qualche anno prima riordinati da un'accurata circolare del capo della Polizia, Angelo Vicari.
Uno degli aspetti nei quali però il Piano Solo differiva da quelli «ordinari» era la riserva operativa esclusiva a favore dell'Arma, mentre gli altri tuttora sono piani interforze, coordinati a livello di prefettura; sono interforze per la ragione di voler sfruttare insieme le diverse competenze specialistiche, ma lo sono certo anche per non consegnare i poteri di emergenza ad una sola istituzione. Uno di questi piani era stato predisposto dal questore di Roma Carmelo Marzano nel luglio 1960, e prevedeva già l'arresto di "enucleandi".
Il Piano Solo, del resto, fu chiamato così proprio perché solo i carabinieri lo avrebbero attuato. Più discutibile l'interpretazione secondo cui il nome deriverebbe dall'intestazione del documento redatto dal colonnello Luigi Bittoni per le aree vitali della giurisdizione sotto la seconda divisione. Il significato del nome deriva dunque dal fatto che era un piano a cui avrebbero partecipato solo i Carabinieri e che Bittoni si era isolato in una villa di campagna e aveva riflettuto da solo sul tema.
Il Piano Solo ebbe origine da una richiesta del presidente della Repubblica Antonio Segni, che al ritorno da una visita a Parigi (febbraio 1964), il 26 marzo, convocò al Quirinale il gen. De Lorenzo per chiedergli di predisporre delle misure di urgenza per far fronte ad eventuali sommosse di piazza. Non era nelle intenzioni del Presidente eseguire un colpo di Stato, ma agitarlo come uno spauracchio a fini politici; Montanelli aggiunse che de Lorenzo teneva Segni sotto l'incubo del golpe, e che quindi aveva bisogno di protezioni da un eventuale colpo di Stato, non che lo volesse fare lui. Inoltre affermò che quel piano avrebbe favorito, sia pur indirettamente, il PCI (essendo l'unica forza ben organizzata e padrona delle fabbriche e delle piazze) che avrebbe proclamato uno sciopero generale a cui avrebbe aderito tutta la popolazione, di fronte al quale i Carabinieri avrebbero combinato poco o nulla e che, sul piano politico, avrebbe portato alla costituzione di un fronte nazionale democratico a guida comunista. Nel celebrare il centenario della nascita di Segni, nel 1991, Giulio Andreotti (ministro della difesa nel 1964) escluse con sicurezza che potesse covare propositi golpisti, aggiungendo che non vi fu alcuna seria minaccia di putsch.